# Szegedi Közlekedési Kft.
Szegedi Közlekedési Kft. ([ˈsɛgɛdi ˈkøzlɛkɛdeːʃi ˈkaːɛfteː], SzDK) est la compagnie de transport en commun de Szeged. 